# Mark Meadows
Mark Randall Meadows (Verdún, 28 de julio de 1959) es un político y empresario estadounidense. Perteneciente al Partido Republicano, fue miembro fundador del Caucus de la Libertad. Durante su tiempo en el Congreso, fue uno de los legisladores republicanos más conservadores. Jugó un papel importante en el cierre del gobierno federal de Estados Unidos en 2013. También buscó destituir a John Boehner como presidente de la Cámara de Representantes de los Estados Unidos.
Meadows renunció al Congreso el 31 de marzo de 2020 para convertirse en Jefe de Gabinete de la Casa Blanca. Como jefe de gabinete, jugó un papel influyente en la respuesta de la administración Trump ante la pandemia de COVID-19. Cuestionó la eficacia de las mascarillas, presionó a la Administración de Alimentos y Medicamentos para que adoptara pautas menos estrictas para los ensayos de la vacuna COVID-19 y amonestó a los propios expertos en enfermedades infecciosas de la Casa Blanca por no «permanecer en el mensaje» con la retórica de Trump. En octubre de 2020, Meadows dijo que era inútil intentar «controlar la pandemia», enfatizando en cambio un plan para contenerla con vacunas y terapias.

## Primeros años y educación
Meadows nació en un hospital del Ejército de los Estados Unidos en Verdún, Francia, donde su padre estaba sirviendo en el ejército y su madre trabajaba como enfermera civil. Su madre era de Sevierville, Tennessee y su padre de Pineville, Arkansas.
Meadows creció en Brandon, Florida, y describió su educación como «pobre». Ha dicho que era un «nerd gordo» que se puso a dieta después de que una compañera de clase lo rechazara para una cita. Meadows asistió a la Universidad Estatal de Florida entre los años 1977 y 1978. Meadows afirmó falsamente tener una Licenciatura en Artes de la Universidad del Sur de Florida durante muchos años en su biografía oficial, mantenida por la Oficina del Historiador de la Cámara de Representantes de Estados Unidos. En realidad, se graduó de la Universidad del Sur de Florida con un título de Asociado en Artes.

## Carrera temprana
En 1987, Meadows fundó "Aunt D's", un pequeño restaurante en Highlands, Carolina del Norte. Más tarde lo vendió y usó las ganancias para iniciar una empresa de desarrollo inmobiliario en el área de Tampa, Florida.
Mientras vivía en Highlands, Meadows se desempeñó como presidente del Partido Republicano en el condado de Macon y fue delegado de varias convenciones republicanas estatales y nacionales. Meadows estaba en la Junta de Desarrollo Económico del oeste de Carolina del Norte.
Es el propietario de Highlands Properties, que se especializa en construcción y desarrollo de terrenos.

## Cámara de Representantes de los Estados Unidos

### Tenencia
Meadows firmó el Contrato de América (Contract from America), un conjunto de diez políticas reunidas por el Movimiento Tea Party. Meadows fue miembro fundador del House Freedom Caucus.
Votó en contra de los gastos de socorro por desastre del huracán Sandy en octubre de 2012, que azotó el noreste de los Estados Unidos. Fue uno de varios republicanos que afirmaron que el proyecto de ley de financiamiento contenía gastos de "barril de cerdo" que no tenían nada que ver con el alivio de los daños causados por el huracán, un reclamo que los partidarios del proyecto de ley negaron. Sin embargo, en 2017 Meadows votó a favor de la ayuda por desastre después del huracán Harvey, que causó daños masivos en Luisiana y Texas en agosto de ese año.
Meadows se desempeñó como presidente del Subcomité de Operaciones Gubernamentales hasta el 20 de junio de 2015, cuando el congresista republicano Jason Chaffetz lo destituyó de su cargo. Miembro del liderazgo republicano de la Cámara de Representantes, Chaffetz destituyó a Meadows debido al voto de este en contra de una moción de procedimiento que presentó el líder republicano. Meadows fue uno de los 34 republicanos que votaron en contra de la moción, que permitió la consideración de la solicitud del presidente Barack Obama de una autoridad de vía rápida en los acuerdos comerciales. El presidente John Boehner apoyó la medida, pero muchos republicanos sintieron que les daba demasiado poder a los demócratas y específicamente a Obama. La acción de Chaffetz fue vista como controvertida, con muchos políticos republicanos prominentes, incluido el senador de Texas Ted Cruz, hablando en contra del castigo.
Meadows se desempeñó como miembro de alto rango del Comité de Supervisión de la Cámara de Representantes, hasta que asumió el cargo de Jefe de Gabinete de la Casa Blanca.

### 2013: cierre del gobierno federal
Meadows ha sido considerado como una parte importante del cierre del gobierno federal de los Estados Unidos en 2013. El 21 de agosto de 2013, escribió una carta abierta a Boehner y al líder de la mayoría Eric Cantor alentándolos a "desfinanciar afirmativamente la implementación y cumplimiento de Obamacare en cualquier proyecto de ley de asignaciones relevante presentado a la Cámara baja en el 113º Congreso, incluyendo cualquier proyecto de ley de asignaciones continuas ". El documento fue firmado por 79 de los colegas de Meadows en la Cámara. Heritage Action publicó anuncios críticos en Internet en los distritos de 100 legisladores republicanos que no firmaron la carta. La carta ha sido descrita como controvertida dentro del Partido Republicano.
El New York Daily News dijo que Meadows puso al gobierno federal en camino al cierre, diciendo que las llamadas para retirar fondos de Obamacare a través de facturas de gastos languidecieron hasta que Meadows escribió su carta. Meadows restó importancia a su influencia, diciendo "Soy uno de los 435 miembros y una parte muy pequeña de esto". CNN describió a Meadows como el "arquitecto del borde" por su carta sugiriendo que Obamacare sea desfinanciado en cualquier proyecto de ley de asignaciones continuas.
John Ostendorff del Asheville Citizen-Times escribió que Meadows "dijo que es mejor cerrar el gobierno a corto plazo para ganar un retraso en 'Obamacare', a pesar del potencial impacto negativo en la economía". Ostendorff también escribió que Meadows dijo que estaba haciendo lo que los miembros del Tea Party en el oeste de Carolina del Norte querían que hiciera. Meadows dijo que sus electores querían que luchara contra Obamacare "sin importar las consecuencias". Jane Bilello, directora del Asheville Tea Party, dijo que Meadows "realmente nos representa" en el tema de Obamacare. Según los informes, Meadows realizó conferencias telefónicas con miembros del Asheville Tea Party, contándoles lo que estaba sucediendo en el Congreso y los desafíos que enfrentaba al promover su agenda.
En comentarios públicos, Meadows dijo que estaba trabajando en un compromiso que implicaba aprobar proyectos de ley de asignaciones que financiarían solo partes del gobierno, como un proyecto de ley para financiar el Servicio de Parques Nacionales, el Instituto Smithsonian, la Galería Nacional de Arte y el Monumento al Holocausto de los Estados Unidos, y un proyecto de ley para financiar los Institutos Nacionales de Salud. Pero los proyectos de ley de financiación fueron rechazados por la mayoría demócrata en el Senado de los Estados Unidos.

### Resolución para remover a Boehner
El 28 de julio de 2015, Meadows presentó una resolución para votar sobre la destitución de John Boehner como presidente de la Cámara.
Meadows dijo que presentó la resolución porque Boehner se había "esforzado por consolidar el poder, eludiendo a la mayoría" del Congreso; "por inacción, hizo que el poder del Congreso se atrofiara", "usa el poder del cargo para castigar a los diputados que votan de acuerdo con su conciencia"; "ha previsto intencionalmente que las votaciones por voz sobre legislación controvertida y consecuente se adopten sin previo aviso y con pocos miembros presentes"; "usa el calendario legislativo para crear crisis para el pueblo estadounidense"; permitió a los miembros menos de tres días para revisar la legislación antes de votar; y un debate significativo limitado en la Cámara. La resolución recibió el apoyo del congresista Walter B. Jones Jr.
El 25 de septiembre de 2015, Boehner anunció su intención de dimitir como presidente. Renunció oficialmente el 31 de octubre de 2015.

### Controversias
En octubre de 2014, un grupo de empleados informó al subjefe de personal de Meadows que se sentían incómodos con el entonces jefe de personal de Meadows, Kenny West, y calificaron su comportamiento de "inapropiado hacia ellos". Meadows pidió al jefe de personal del Representante Trey Gowdy que entrevistara a los empleados, y Meadows finalmente prohibió la presencia de West en las oficinas.
Antes de diciembre de 2018, Meadows afirmó haber recibido una licenciatura en artes. Cuando surgieron preguntas sobre sus credenciales durante la especulación de los medios de que estaba siendo considerado para servir como jefe de gabinete de la Casa Blanca, Meadows enmendó su biografía oficial y otras fuentes para indicar que su título era asociado, no licenciado.

### Elecciones

#### 2012
A finales de 2011, Meadows anunció que se postularía para el Congreso por el undécimo distrito de Carolina del Norte, para el puesto que dejaría vacante el titular demócrata Heath Shuler.
Meadows ganó con el 76% de los votos la segunda vuelta de las primarias republicanas de julio de 2012, y en las elecciones generales de noviembre se enfrentó al candidato demócrata Hayden Rogers, que había sido el jefe de gabinete de Shuler. El 28 de agosto de 2012, Meadows habló en la Convención Nacional Republicana en Tampa. Ganó las elecciones generales con alrededor del 57% de los votos, asumiendo el cargo el 3 de enero de 2013.

#### 2014
Meadows fue reelegido con el 62,9% de los votos.

#### 2016
Meadows apareció con el candidato Donald Trump en la campaña electoral en Winston-Salem, Carolina del Norte, en julio de 2016, justo después de la Convención Nacional Republicana, encabezando a la multitud al grito de "Enciérrala", contra Hillary Clinton.
Meadows ganó la reelección con el 64,1% de los votos.

#### 2018
Meadows ganó la reelección a su escaño en las elecciones de noviembre de 2018, recibiendo el 59.2% de los votos frente al 38.7% de su oponente demócrata Phillip Price.
Durante la campaña, Meadows apoyó la agenda del presidente Trump, llamándolo "presidente conservador" en 2017, y sugiriendo que los republicanos que no apoyaron a Trump deberían ser destituidos de su cargo. El yerno de Trump, Jared Kushner, asistió a una recaudación de fondos privada para Meadows. En enero de 2018, Meadows viajó a Davos, Suiza, con una delegación del Congreso para el Foro Económico Mundial, junto con una delegación de la Casa Blanca que incluía a Trump y miembros del gabinete, incluido el secretario del Tesoro Steven Mnuchin, el secretario de Estado Rex Tillerson y el secretario de Energía Rick Perry.

#### 2020
El 19 de diciembre de 2019, Meadows anunció que no buscaría la reelección en 2020.

## Jefe de Gabinete de la Casa Blanca
En diciembre de 2018, Meadows expresó su deseo de trabajar en la Casa Blanca como Jefe de Gabinete tras la partida de John Kelly en enero de 2019.
El 6 de marzo de 2020, Trump nombró a Meadows el próximo jefe de gabinete de la Casa Blanca, sucediendo al jefe interino Mick Mulvaney. Meadows renunció a la Cámara el 30 de marzo de 2020, y comenzó su nuevo cargo al día siguiente.

## Posiciones políticas

### Aborto
Meadows es provida y considera al aborto una tragedia. Se opone a la financiación federal para el aborto y cree que los padres deben ser notificados sobre los procedimientos de aborto en menores de edad. También se opone a exigir que las iglesias y otros sitios religiosos proporcionen opciones de control de la natalidad.

### Comentario racista
Mientras se postulaba para el cargo en junio de 2012, Meadows dijo: "2012 es el momento en que enviaremos al Sr. Obama a Kenia o donde sea", lo que insinuaba que el presidente Obama no habría nacido en los Estados Unidos. Cuando se le preguntó sobre su comentario, Meadows dijo "probablemente una mala elección de palabras de mi parte" y que consideraba a Obama un ciudadano estadounidense.

### Conflicto entre Israel y Palestina
Meadows es un firme partidario de Israel. Dijo que "la entrega de propiedades, ya sea en el Sinaí o en Gaza, [no trajo] la paz. De muchas maneras, ha hecho (la situación) más difícil". Meadows se ha opuesto al movimiento de boicot, desinversión y sanciones contra Israel.

### Control de armas
Meadows se opone a cualquier restricción sobre la compra de armas y se opone a un registro nacional de armas que incluya información detallada sobre la propiedad de armas de fuego.

### COVID-19
Como jefe de gabinete, Meadows jugó un papel influyente en la respuesta de la administración Trump ante la pandemia de COVID-19. Cuestionó la eficacia de las mascarillas, presionó a la Administración de Alimentos y Medicamentos para que adoptara pautas menos estrictas para los ensayos de la vacuna COVID-19, y amonestó a los propios expertos en enfermedades infecciosas de la Casa Blanca por no "permanecer en el mensaje" con la retórica de Trump. En octubre de 2020, Meadows dijo que era inútil tratar de "controlar la pandemia", enfatizando en cambio un plan para contenerla con vacunas y terapias. El 4 de noviembre de 2020, Meadows dio positivo por COVID-19, pero solo lo reveló a un pequeño grupo de personas a las que se les pidió que lo mantuvieran en silencio, evitando así que otras personas que habían interactuado con Meadows tomaran las precauciones adecuadas y obstaculizaran el rastreo de contactos.

### Cuidado de la salud
Meadows se opone a la Ley del Cuidado de Salud a Bajo Precio (Obamacare) y ha declarado que debería ser reemplazada por una empresa privada.
En enero de 2017, Meadows votó a favor de una resolución presupuestaria que inició el proceso de derogación de Obamacare. El 4 de mayo de 2017, Meadows votó a favor de la Ley estadounidense de Atención Médica (American Health Care Act, AHCA), que derogaría y reemplazaría parcialmente a Obamacare.
Después de que la Oficina de Presupuesto del Congreso (CBO) publicara cifras sobre los efectos de la AHCA en los estadounidenses el 24 de mayo de 2017, hubo varios informes de que Meadows se emocionó después de leer sobre los posibles efectos de la AHCA en las personas con afecciones preexistentes. Otros informaron que lloró solo después de mencionar a los miembros de su familia que habían lidiado con condiciones preexistentes, incluida su hermana que había muerto de cáncer de mama y su padre que había muerto de cáncer de pulmón. Meadows dijo que no "tomaría hoy una decisión política que afecte a la hermana o al padre de alguien porque yo no lo haría". Cuando se le preguntó sobre las cifras de la CBO, Meadows dijo que el gobierno debería garantizar que las personas con afecciones preexistentes puedan pagar la atención médica, y dijo: "El presidente se compromete a asegurarse de que las afecciones preexistentes estén cubiertas en principio y en la práctica, lo que significa que los fondos deben estar disponibles para que funcione".

### Escándalo Trump-Ucrania
El 8 de diciembre de 2019, Meadows afirmó que Trump nunca le pidió a un líder extranjero que investigara a un rival político, a pesar de una transcripción de la llamada telefónica del 25 de julio de 2019 entre Trump y el presidente ucraniano Volodímir Zelenski donde Trump le consulta a Zelensky sobre investigar al por entonces exvicepresidente Joe Biden y, a pesar del llamado público del 3 de octubre de 2019 de Trump a China para que investigue las actividades comerciales de Hunter Biden allí mientras su padre era vicepresidente. Meadows dijo que estaría "bien" con un presidente demócrata que hiciera lo que hizo Trump: "Tenemos senadores demócratas que han hecho precisamente eso".

### Homosexuales
Meadows se opone al matrimonio homosexual. En marzo de 2013, dijo que si la Corte Suprema permitía el matrimonio entre homosexuales, provocaría una crisis constitucional si el gobierno federal decidía desestimar las decisiones estatales y, por lo tanto, infringir los derechos estatales.

### Impuestos
Meadows ha firmado el Compromiso de Protección del Contribuyente y se opone al aumento de todos los impuestos, incluido el impuesto sobre la renta. Apoya un impuesto sobre la renta de tasa fija para todos los asalariados y una derogación del aumento del impuesto a las ganancias de capital. También apoya la eliminación del impuesto al patrimonio.

### Investigación sobre Rusia
Meadows, miembro del Comité de Reforma del Gobierno y Supervisión de la Cámara de Representantes, ha criticado duramente la investigación del fiscal especial Robert Mueller sobre la interferencia rusa en las elecciones de 2016. Durante la presidencia de Trump, Meadows consultó regularmente con Trump sobre la investigación de Mueller. Meadows ha sido descrito como un "aliado de Trump". En mayo de 2018, Meadows solicitó una auditoría financiera de la investigación de Mueller.
En julio de 2018, junto con Jim Jordan, Meadows pidió al Departamento de Justicia que "revisara las acusaciones de que el fiscal general adjunto Rod Rosenstein amenazó con citar registros telefónicos y documentos de un miembro del personal del Comité de Inteligencia de la Cámara". Un asistente calificó las amenazas del fiscal adjunto como "francamente escalofriantes". En su solicitud escrita, escribieron que en su uso de poderes de investigación, Rosenstein tomó represalias "contra los miembros del personal de base", abusando por lo tanto de su autoridad. Además, durante una entrevista de Fox News con Laura Ingraham ese mismo mes, "amenazó con forzar una votación sobre la resolución republicana" que acusaría al diputado fiscal general. Argumentando que podría forzar la resolución al piso como una "moción privilegiada", dijo: "esperamos que no tenga que llegar a eso". Presentó artículos de acusación contra Rosenstein el 25 de julio, aunque la medida no pudo "llevarse directamente al piso de la Cámara". El oponente demócrata de Meadows en las elecciones de 2018, Phillip Price, condenó la resolución de juicio político como un intento de cerrar la investigación del Departamento de Justicia sobre la intromisión rusa en las elecciones de 2016 mediante "obstrucción de la justicia".

### Ley de violencia contra la mujer
En febrero de 2013, Meadows votó en contra de renovar la 'Ley de Violencia contra la Mujer'. Meadows ha dicho que emite sus votos basándose, no en sus sentimientos personales, sino en lo que la mayoría de sus electores le piden que haga.

### Medio ambiente y energía
En diciembre de 2016, Meadows le dio a Trump una lista de deseos de regulaciones para ser derogadas. Incluyó una demanda para deshacerse de los fondos federales para estudiar el cambio climático. También solicitó a Trump derogar varias regulaciones ambientales, incluido el Estándar de Combustibles Renovables, poner fin a la prohibición de extraer petróleo en tierras federales y sacar a Estados Unidos del Acuerdo de París.
Meadows ha dicho que las políticas de emisiones de tope y comercio son ineficaces y tienen un impacto mínimo en el medio ambiente global. Ha propuesto que Estados Unidos aproveche las reservas de petróleo y gas para mantener bajos los precios de la energía y desarrollar la independencia energética. Apoya el aprovechamiento de los suministros de petróleo y gas en alta mar.

### Neutralidad de la red
Meadows se opone a las regulaciones que requieren que todos los proveedores de internet proporcionen internet a la misma velocidad en todas las partes. En 2016, le dio a Trump una lista de regulaciones para derogar que incluían regulaciones de neutralidad de la red de la Comisión Federal de Comunicaciones.

### Presupuesto
Meadows es parte de un grupo que aboga por una enmienda de presupuesto equilibrado en la Constitución de los Estados Unidos. Se opuso al reciente gasto de estímulo federal y ha expresado su deseo de que la tasa de crecimiento del gasto federal se limite a la tasa de inflación. Apoya una moratoria en todas las asignaciones hasta que se haya equilibrado el presupuesto. Meadows se opone a cualquier recorte en los niveles de gasto militar.

## Resultados electorales

### Cámara de Representantes de los Estados Unidos
|  | 57.42 % |

|  | 62.89 % |

|  | 64.09 % |

|  | 59.21 % |